# أولدنزال
أولدنزال Oldenzaal  هي بلدية ومدينة بمقاطعة أوفرآيسل بهولندا.

## طوبوغرافيا
خريطة طوبوغرافية هولندية لبلدية أولدنزال، يونيو 2014، (تقرأ بعد ثلاث نقرات على الخريطة).

## توأمة
لأولدنزال اتفاقيات توأمة مع:
- ريدا-فيدنبروك

## أعلام
- باتريك خريتسين
- فاوت دروست
- رايموند فان دير خو
- يان فينغور أوف هيسلينك
- ديرك بويرغتر
- ويم دي بوا